# Amyttopsis podicealata
Amyttopsis podicealata är en insektsart som beskrevs av Max Beier 1965. Amyttopsis podicealata ingår i släktet Amyttopsis och familjen vårtbitare. Inga underarter finns listade i Catalogue of Life.